# Pulsatilla mathildae
Pulsatilla mathildae är en ranunkelväxtart som beskrevs av Palez.. Pulsatilla mathildae ingår i släktet pulsatillor, och familjen ranunkelväxter. Inga underarter finns listade i Catalogue of Life.